# Kallamundkooru, Mangalore
Kallamundkooru là một làng thuộc tehsil Mangalore, huyện Dakshin kannad, bang Karnataka, Ấn Độ.